# Our Lady Peace
Our Lady Peace (a veces abreviado como OLP) es un grupo canadiense de rock alternativo. Durante su carrera han vendido más de cinco millones de discos en todo el mundo, han ganado cuatro premios Juno sobre veinte nominaciones y han ganado diez premios MuchMusic, incluido el premio del público en 1997, 1998 y 2000. Su mayor éxito mundial hasta la fecha es "Somewhere Out There" de su disco " Gravity". También interpretan la canción "Whatever" que fue utilizada como tema de entrada del fallecido luchador de la WWE Chris Benoit.

## Historia

### Formación (1991-1993)
A finales de 1991, el guitarrista Mike Turner colocó un anuncio en el periódico Ahora con sede en Toronto en busca de músicos. Michael Maida, un estudiante de criminología en la Universidad de Toronto, fue el primero en responder. Los dos formaron una banda llamada Como Si, invitando a Jim Newell como baterista y amigo de Turner, Paul Martin, a tocar el bajo. Después tocaron una serie de conciertos en Oshawa con conjuntos que contiene una mezcla de material original y la cubierta, Martin se marchó poco después, y la banda colocó un anuncio para un bajista de reemplazo. Chris Eacrett, un estudiante de negocios en la Universidad de Ryerson, respondió y fue aceptada después de una audición. Durante ese tiempo, Turner y Maida asistieron a un seminario de música donde se reunieron con el compositor y productor Arnold Lanni, el dueño de Arnyard Studios. La banda, con Lanni, comenzó a escribir nuevo material y grabó algún material bajo las como si nombre.
Poco después, el nombre de la banda fue cambiado a Our Lady Peace, después de un poema Mark Van Doren del mismo nombre. Con el apoyo de su productor Lanni y su equipo de gestión, la banda realizó algunos conciertos en el este de Ontario y Montreal, en relación con la fiesta del té. Fue durante este tiempo que Maida comenzó a utilizar el nombre artístico de "Raine" en lugar de "Mike" para reducir la confusión acerca de tener dos micrófonos en la banda. Él ha utilizado este nombre profesionalmente desde entonces, legalmente agregarlo, incluso con Mike Turner habiendo dejado la banda.

### Naveed(1994–1996)
Después de escribir y grabar durante el próximo año o así, OLP lanzó su álbum debut, Naveed en marzo de 1994 a través de Sony Music Canada. Después del lanzamiento del álbum, la banda recorrió Canadá, apoyar actos que la Madre Tierra y de 54 a 40. Naveed más tarde fue recogido y puesto en libertad en los Estados Unidos en marzo de 1995 por un sello independiente de Sony Music, Relativity Records, después de lo cual la banda estuvo de gira como teloneros de la gira de verano de Equilibrio Van Halen y abrió espectáculos para Page & Plant. Touring del álbum se reanudó en 1996 con tiempo de gira con el artista canadiense Alanis Morissette. La pista del título del álbum, "Naveed", se convirtió en un éxito en Canadá, mientras que "Starseed" también trazó en los Estados Unidos. "Starseed" que más tarde se añadió en la banda sonora de película Armageddon

### Clumsy(1996–1998)
A principios de 1997, Our Lady Peace se le ofreció y aceptó una firma estadounidense con Columbia Records, ampliando sus horizontes dentro de Sony Music. Después de recorrer el álbum Naveed, la banda comenzó a trabajar en su segundo álbum de estudio. A medida que el proceso de escritura se produjo, el bajista Chris Eacrett dejó la banda debido a diferencias musicales. Duncan Coutts, un exalumno y excompañero de clase Ridley Colegio de Raine Maida, se unió a la banda como bajista durante la grabación del segundo álbum de LP. Duncan Coutts y Mike Turner ambos estudiaban en la Universidad de Western Ontario y vivían en Saugeen-Maitland Hall.
El segundo álbum de Nuestra Señora de la Paz, Clumsy, fue lanzado en enero de 1997. sencillos del álbum "Superman's Dead" y "Clumsy" encontraron gran éxito sobre todo en Canadá. Clumsy estableció Our Lady Peace como una banda líder en la escena del rock canadiense. La portada del álbum se basa en una canción abandonado llamado "Trapecio", que inicialmente tenía que ser el título del álbum. En febrero de 2001, se convirtió en un álbum Clumsy certificado de diamante en Canadá. Después de la liberación de Clumsy, la banda fundada el festival Summersault que recorrió todo el Canadá en 1998 y de nuevo en 2000, con alineaciones que incluían los Foo Fighters, A Perfect Circle y The Smashing Pumpkins.

### Happiness...Is Not a Fish That You Can Catch(1999–2000)
En 1999 la banda lanzó su tercer álbum titulado Happiness...Is Not a Fish That You Can Catch. El álbum incluyó éxitos como "Thief ", una canción sobre una joven llamada Mina Kim que la banda se reunió que tuvo cáncer, así como "One Man Army" y "Is Anybody Home?". El legendario baterista de jazz Elvin Jones apareció en la canción "Stealing Babies". Multinstrumentista Jamie Edwards fue traído en 1996 para las sesiones para el álbum y seguía siendo un miembro oficial de la banda hasta 2001, cuando fue invitado a unirse oficialmente a la banda para terminar la gravedad álbum. Poco después de la finalización de la grabación, Jamie decidió dejar la banda, volviendo brevemente para sustituir a Mike Eisenstein durante la gira canadiense de la Gravedad. La banda también tocó un conjunto de once canción en Woodstock 1999.

### Spiritual Machines(2000–2001)
En 2000, la banda lanzó máquinas espirituales, un álbum conceptual inspirado en el libro de Ray Kurzweil La era de las máquinas espirituales. Durante la grabación del álbum, el baterista Jeremy Taggart fue marginado por una lesión en el tobillo; Matt Cameron, baterista de Pearl Jam y el entonces exmiembro de Soundgarden, tocó la batería en "Right Behind You (Mafia)" y "Are You Sad?" en su lugar. El álbum incluía los sencillos "en la reparación", "Life" y "Right Behind You (Mafia)". "Life", también apareció en la banda sonora de los canadienses comedia deportiva Hombres de película con Escobas. Spiritual Machines fue menos éxito comercial que sus predecesores.

### Gravity: cambio de sonido (2002–2004)
En los siguientes meses de su quinto álbum, Gravity, fue terminado y puesto en libertad. El álbum recibió críticas mixtas, con algunos críticos y fanes contendiendo que el álbum era una desviación significativa de estilo musical original de la banda, la adopción de un sonido más convencional y carente de creatividad. Firma falsete nasal técnica vocal de Maida también estuvo ausente del álbum. Maida dijo que el álbum era "más o menos lo contrario de las Spiritual Machines", llamándola su "disco más básico" ya Naveed. Gravity salió de las listas de éxitos primer sencillo, "Somewhere Out There", se convirtió en el mayor éxito internacional de la banda hasta la fecha, mientras que el segundo sencillo, "Innocent", también era muy popular y recuperó popularidad en 2008 después de una actuación de cubierta en American Idol. Gravedad demostró ser más exitosa que las máquinas espirituales, tanto en los Estados Unidos y Canadá, debido a los éxitos de ambos "Somewhere Out There" e Innocent. Entre sus álbumes quinto y sexto, OLP lanzó su primer álbum en vivo, titulado simplemente vivo, que contiene una selección de éxitos de la banda desde sus primeros cinco álbumes como excursiones desempeñado a lo largo de varias ciudades canadienses.

### Healthy in Paranoid Timesy hiatus (2005–2007)
En agosto de 2005, la banda lanzó su sexto álbum Healthy in Paranoid Times, que incluía los temas "Angels/Losing/Sleep", "Will the Future Blame Us", y "Where Are You?" Poco después de la grabación del álbum, la banda reveló que durante la realización del álbum, que casi se rompieron. De acuerdo con la revista Rolling Stone, que tomó 1.165 días para crearlo, y sus doce canciones fueron elegidos cuarenta-cinco que la banda había escrito y producido. Maida ha criticado desde Saludable en Paranoid Times, diciendo que "el (los) disco fue el exceso total de mierda total en el sentido de, por fin habíamos sucumbido a una etiqueta: lo que nos registramos que muchas canciones, tratando de encontrar los singles para American radio y MTV. "
Después del lanzamiento de su álbum recopilatorio de 2006, A Decade, la banda entró en un período corto de hiatus después de tener formas entre-abiertos con Columbia Records. El vocalista Raine Maida comenzó a trabajar en su primer álbum en solitario, The Hunters Lullaby, que fue lanzado en 2007, mientras que los restantes miembros de la banda también se hicieron preocupados con otras actividades personales. El hiato se traduciría en el espacio de tiempo más largo entre álbumes de estudio OLP hasta la fecha.

### Burn Burn(2008–2010)
El 31 de marzo de 2009, Legacy Recordings lanzó el segundo álbum recopilatorio de OLP, The Very Best of Our Lady Peace, como parte de la serie de la lista de reproducción. El álbum incluye sencillos famosos como "Naveed" y "Somewhere Out There", así como canciones menos conocidas como "Car Crash" y "Stealing Babies".
La banda comenzó a trabajar en Burn Burn, su séptimo álbum de estudio, en febrero de 2007, de completarlo en marzo de 2009. Raine Maida llama el nuevo álbum "enorme", y señaló que como un "álbum de rock adecuado de nuevo" Atracción de un retorno a la originalidad prima del primer álbum de la banda Naveed, aunque "un poco más maduro". Maida exclusivamente produjo el álbum, y señaló su entusiasmo por "no (haber tenido) a nadie interfiere en (grabación) sesiones". El álbum fue lanzado en Norteamérica el 21 de julio de 2009 al críticas mixtas y posteriormente recibir el estatus Gold en Canadá. La banda estuvo de gira para promover Burn Burn e hizo paradas en varias ciudades de América del Norte desde julio hasta diciembre de 2009

### Curve(2011–2013)
El octavo álbum de estudio de Our Lady Peace lanzó Curve comenzó su producción en enero de 2010 y fue lanzado 3 de abril de 2012. Del primer sencillo del álbum, "Heavyweight", fue lanzado el 20 de diciembre de 2011. En una entrevista en marzo de 2010, el cantante Raine Maida señaló que después de haber vuelto a volver a aprender canciones de las máquinas espirituales y torpe en preparación para su gira, fue "traído de nuevo a las grandes cosas de esta banda". Agregó que los fanes - en especial los que son particularmente aficionados a los álbumes pre-Gravity- deben esperar para ver "un montón de cosas (de álbumes pre-Gravity) arrastra su camino de regreso a nuestra música".

### Nuevo álbum y partida de Taggart (2014-presente)
Un viaje planeado para celebrar el 20 aniversario de Naveed fue cancelado a principios de 2014 debido a "problemas de agenda". En junio de 2014, la especulación comenzó hace mucho tiempo que el baterista Jeremy Taggart ya no era parte de la banda, que fue confirmado en las declaraciones de ambos Taggart de Our Lady Peace, el 30 de junio de 2014. El baterista canadiense baterista Jason Pierce (ex-gira de Paramore y el baterista de gira actual de Treble Charger) actualmente está llenando durante los shows en vivo, mientras que Jason Boesel de Rilo Kiley se encarga de tareas de grabación. Un reemplazo oficial aún no ha sido anunciado.
El 30 de abril de 2014, Raine Maida reveló en su cuenta de Twitter que OLP se dirigía de nuevo en el estudio con el productor Mike Elizondo, en Los Ángeles. El 10 de julio de 2014, la banda debutó su sencillo, no se volverá a , en Toronto de 102.1 The Edge estación de radio. El 17 de julio, la canción "Will not Turn Back" fue lanzado en iTunes en Canadá. Maida describió la canción como "más pop" que gran parte de su discografía.

## Miembros
- Raine Maida - voces (1992-presente)
- Duncan Coutts - guitarra (1995-presente)
- Steve Mazur - Guitarra eléctrica, piano (2002-presente)
- Jason Pierce - tambores, percusión (2016–presente)

Miembros anteriores
- Jeremy Taggart - tambores, percusión (1993–2014)
- Mike Turner - Guitarra eléctrica, piano (1992–2001)
- Chris Eacrett - guitarra (1992–1995)
- Jim Newell - tambores, percusión (1992–1993)

## Discografía
Álbumes de estudio
- 1994: Naveed
- 1997: Clumsy
- 1999: Happiness... Is Not a Fish That You Can Catch
- 2000: Spiritual Machines
- 2002: Gravity
- 2005: Healthy in Paranoid Times
- 2009: Burn Burn
- 2012: Curve
- 2018: Somethingness
- 2022: Spiritual Machines 2

- Datos: Q1047508
- Multimedia: Our Lady Peace / Q1047508